# Papiro Harris 500
O papiro Harris 500 é um documento do Antigo Egito, que reúne vários textos literários, entre os que se encontram os poemas de amor egípcios mais antigos. É conservado no British Museum com o número 10060.
O papiro era parte da coleção de Anthony Charles Harris (1790-1869), a qual foi adquirida depois da sua morte pelo Museu Britânico. Segundo os relatórios, o papiro estava intato quando foi descoberto, mas resultou danificado por uma explosão que destruiu o edifício no qual se guardava em Alexandria. Havia rumores de Harris ter feita uma cópia, mas nunca foi encontrada. Foi transcrito e traduzido pela primeira vez por Gaston Maspero em 1883.

## Descrição
É um papiro de princípios da XIX dinastia egípcia (durante o reinado de Seti I ou Ramessés II) que se encontra muito deteriorado. Os poemas têm defeitos, como lacunas e erros cometidos pelos escribas.
Mede 143,5 × 20,3 cm e está escrito em hierático pelas duas caras. Ambas as partes são divididas em oito colunas.

### Anverso
Contém três seções com poemas de amor.
Primeiro grupo
Trata-se de oito poesias sem ilação entre elas. Quatro delas estão postas na boca de uma jovem (1, 2, 4 e 8), e o restante na de um varão (3, 5, 6 e 7). Embora o título original deste grupo não se conserve, Siegfried Schott classifica-os conjuntamente sob o título Poder do amor.
Segundo grupo
Tem oito poesias com uma introdução comum e a mesma temática, embora também independentes. O seu título é Começo dos cantos amenos para o amante, o escolhido do seu coração, quando vem desde os campos abertos, também estão em palavras de uma jovem. Também figura o Canto do harpista, embora não seja uma canção de amor.
Terceiro grupo
Tem três poemas que começam com o nome de uma flor. Os dois primeiros estão completos, mas do último apenas ficam fragmentos.

### Reverso
Contém dois contos: A Tomada de Joppa e a História do Príncipe Predestinado.
A primeira ocupa as três primeiras colunas e narra a captura da cidade de Joppa (atual Jafa) pelo general Djehuti durante o reinado de Tutemés III.
A segunda história está incluída nas colunas 4 a 8. Trata sobre um príncipe, filho único do faraó, a quem se profetiza uma morte estranha. Está incompleto, o final ficou perdido.